# Frazerbreen
De Frazerbreen is een gletsjer op het eiland Nordaustlandet, dat deel uitmaakt van de Noorse eilandengroep Spitsbergen.
De gletsjer is vernoemd naar de Britse geoloog Robert Alexander Frazer (1891-).

## Geografie
De gletsjer ligt in het zuiden van Gustav-V-land en is noord-zuid georiënteerd. Hij komt vanaf de ijskap Vestfonna en mondt uit in het Wahlenbergfjorden.
Op ongeveer drie kilometer naar het oosten ligt de gletsjer Aldousbreen en op meer dan zes kilometer naar het zuidwesten ligt de gletsjer Idunbreen.